# 梁庄镇 (广灵县)
梁庄镇，是中华人民共和国山西省大同市广灵县下辖的一个乡镇级行政单位。2021年4月，撒销望狐乡、梁庄乡，合并设立梁庄镇。

## 行政区划
梁庄镇下辖以下地区：
梁庄西堡村、梁庄东堡村、梁庄北堡村、黄庄村、黄龙新庄村、曹庄村、井沟村、底庄村、水涧村、南坪村、冯庄村、土巷口村、小关村、井洼村、木厂村和刘家沟村。